# الیزابت فریزر (خواننده)
الیزابت دیویدسون فریزر (انگلیسی: Elizabeth Davidson Fraser؛ زادهٔ ۲۹ اوت ۱۹۶۳) که با نام لیز فریزر نیز شناخته می‌شود، خواننده، ترانه‌سرا و موسیقی‌دان اهل اسکاتلند است که بیشتر به‌عنوان خوانندهٔ گروه کوکتو تویینز شهرت دارد.
صدای سوپرانوی اثیری فریزر و شیوه‌ی کمال‌گرایانه‌اش در خوانندگی که گاه با ادای نامفهوم کلام به گُنگ‌خوانی (Glossolalia) شبیه می‌شد و با سبک رؤیاییِ گروه درمی‌آمیخت، مورد تحسین بسیاری از منتقدان موسیقی قرارگرفت تا آنجا که منتقدی صدایش را «صدای خدا» نامید.